# Kilkis (Schiff)
Die USS Mississippi (BB-23), das erste Linienschiff der Mississippi-Klasse, wurde am 12. Mai 1904 bei der Werft William Cramp and Sons in Philadelphia auf Kiel gelegt. Der Stapellauf erfolgte am 30. September 1905. Am 21. Juli 1914 wurde das Schiff an Griechenland verkauft und in Kilkis umbenannt.
Die Mississippi erhielt 1909 zwei Gittermasten vor und hinter den Schornsteinen anstelle des bisherigen einzelnen Vormastes. Im selben Jahr besuchte das Schiff mehrere Häfen entlang des Mississippi, darunter Natchez. 1914 wurde die Mississippi kurzzeitig als Mutterschiff für Wasserflugzeuge in Pensacola genutzt. Im April war das Linienschiff zudem an der Besetzung von Veracruz beteiligt. Im Sommer wurde die Mississippi gemeinsam mit ihrem Schwesterschiff Idaho an Griechenland verkauft. Dort blieb sie bis 1941 im Dienst. Während des Balkanfeldzugs im April 1941 wurde das im Hafen von Salamis liegende Schiff von deutschen Flugzeugen angegriffen und versenkt.